# Salamandra salamandra salamandra
Salamandra salamandra salamandra is een salamander uit de familie van de  echte salamanders (Salamandridae). Het is een ondersoort van de vuursalamander (Salamandra salamandra).
Deze salamander is de bekendste ondersoort van de vuursalamander en heeft een groot verspreidingsgebied van het oosten van Duitsland tot de Balkan, Oostenrijk, noordelijk Italië tot zuidelijk Frankrijk. De salamander lijkt sterk op de ondersoort Salamandra salamandra terrestris, die ook in Nederland en België voorkomt. Deze twee ondersoorten overlappen elkaar qua verspreidingsgebied in het Rijn-Main-Gebied.